# Теніс на літніх Олімпійських іграх 1904
Змагання з тенісу на літніх Олімпійських іграх 1904 тривали з 29 серпня до 5 вересня на Френсіс Філд у Сент-Луїсі (США). Змагалися в двох дисциплінах - одиночному та парному розрядах серед чоловіків.

## Медальний залік

### Дисципліни
| Дисципліна                 | Золото                            | Срібло                              | Бронза                                                              |
| -------------------------- | --------------------------------- | ----------------------------------- | ------------------------------------------------------------------- |
| Чоловіки. Одиночний розряд | Білс Райт (USA)                   | Роберт Лерой (USA)                  | Алфонзо Белл (USA) Едгар Леонард (USA)                              |
| Чоловіки. Парний розряд    | США (USA) Білс Райт Едгар Леонард | США (USA) Роберт Лерой Алфонзо Белл | США (USA) Кларенс Ґамбл Артур Веар США (USA) Джозеф Веар Аллен Вест |

### Таблиця медалей
| Місце              | Країна             | Золото | Срібло | Бронза | Загалом |
| ------------------ | ------------------ | ------ | ------ | ------ | ------- |
| 1                  | США                | 2      | 2      | 4      | 8       |
| Загалом (1 збірна) | Загалом (1 збірна) | 2      | 2      | 4      | 8       |

## Країни, що взяли участь
У змаганнях взяли участь 45 тенісистів з 2-х країн:
- Німеччина (2)
- США (43)